# Forêts du centre et du sud de la chaîne des Cascades
Localisation

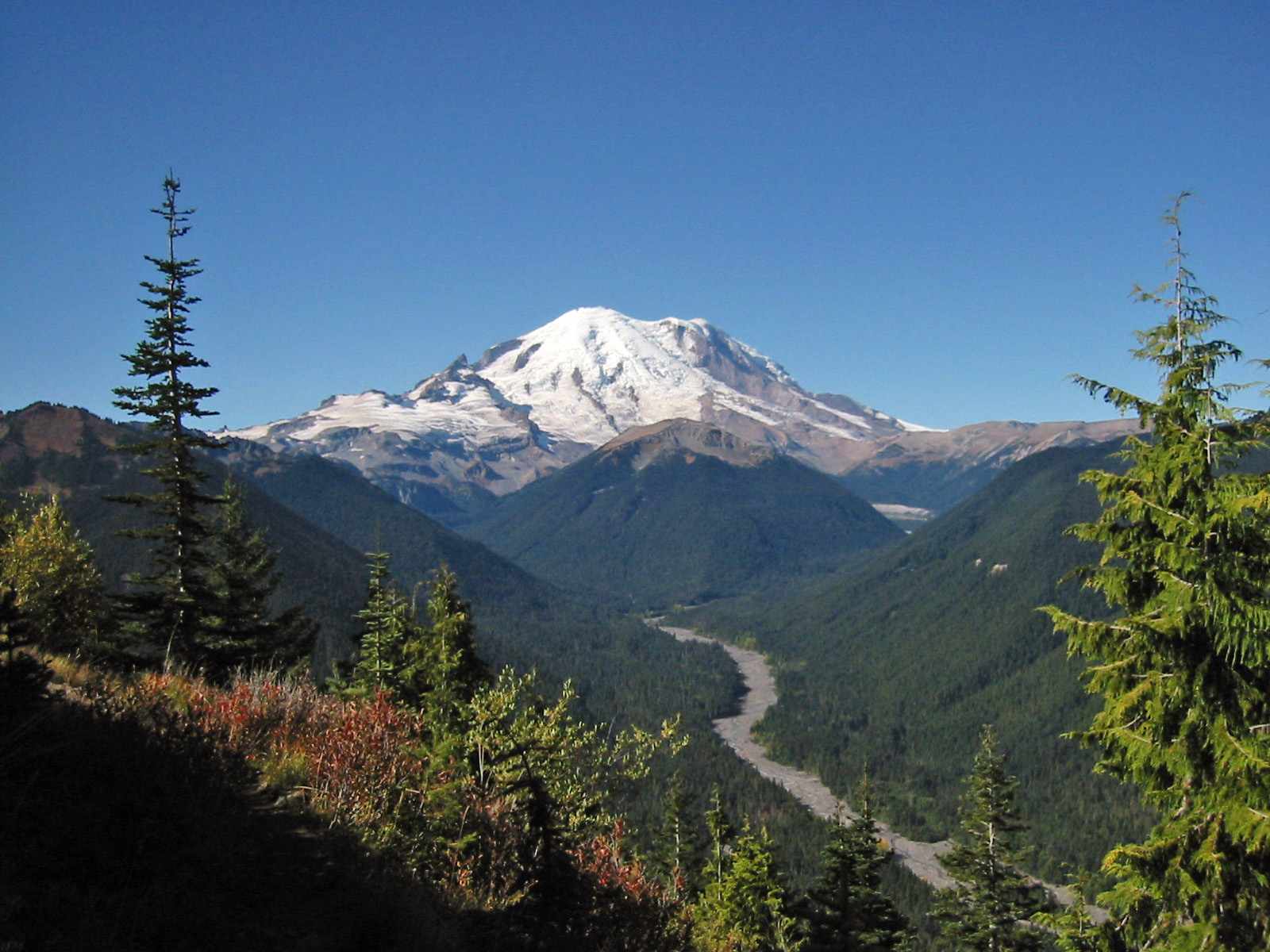
Mont Rainier à l’intérieur du parc national du mont Rainier.

Forêts du centre et du sud de la chaîne des Cascades est le nom donné par le World Wide Fund for Nature (WWF) à une écorégion montagneuse qui s’étend dans les États de Washington et de l’Oregon au nord-ouest des États-Unis.
Cette écorégion, composée essentiellement d'une forêt de conifères, occupe 44 900 km2 et se compose en grande partie des sections centrale et septentrionale de l’ouest de la chaîne des Cascades.
Plusieurs parcs dont le parc national du mont Rainier et le parc national de Crater Lake sont présents dans la zone. La zone accueille également des aires sauvages comme la Three Sisters Wilderness, la Sky Lakes Wilderness, la Mount Jefferson Wilderness et la Goat Rocks Wilderness. La géologie de la zone est ainsi influencée par le volcanisme comme au niveau du mont Saint Helens.
Par rapport à l’écorégion forêts orientales de la chaîne des Cascades située plus à l’est, la zone se caractérise par un climat plus humide ce qui a un impact sur le type de végétation. La zone montagneuse est essentiellement couverte de forêts de conifères comme le Sapin gracieux, la Pruche de l'Ouest et le Thuya géant de Californie.
La faune est très riche avec par exemple la Grande salamandre (Dicamptodon ensatus), la Grenouille-à-Queue côtière (Ascaphus truei) et la Chouette tachetée du Nord (Strix occidentalis caurina). Les rivières abritent le saumon Chinook (Oncorhynchus tshawytscha) et l'Omble à tête plate (Salvelinus confluentus).